# Wistarin (Blauregen)
Wistarin ist eine Substanz, die Wilhelm Martin Ottow (1863–1916) im Jahr 1886 aus der Rinde der Chinesischen Wisterie (Wisteria sinensis, Blauregen) isolierte. Sie wurde als kristallisierbares Glycosid beschrieben, das leicht in Alkohol und schwer in Ether, Chloroform und kaltem Wasser löslich sei. Der Geschmack dieser Verbindung wurde als bitter und herb bezeichnet und ein Schmelzpunkt von 204 °C publiziert.
Obwohl dieser angeblichen Reinsubstanz, die gelegentlich zu den Saponinen gezählt wird, nie eine exakte Struktur zugeordnet werden konnte, wird sie teilweise auch noch in der aktuelleren Literatur für die Symptome verantwortlich gemacht, die bei versehentlichem Verzehr von Pflanzenteilen des Blauregens auftreten. Hierbei werden Tabak- oder Cytisin-ähnliche Wirkungen beschrieben.